# Lilla Hästholmen
Lilla Hästholmen är en ö nära Högsar i Nagu,  Finland. Den ligger i Skärgårdshavet i Pargas stad i den ekonomiska regionen  Åboland i landskapet Egentliga Finland, i den sydvästra delen av landet. Ön ligger omkring 6 kilometer nordost om Högsar, 3 kilometer sydost om Nagu kyrka, 35 kilometer sydväst om Åbo och omkring 170 kilometer väster om Helsingfors. Närmaste allmänna förbindelse är förbindelsebryggan vid Kyrkbacken som trafikeras av M/S Falkö och M/S Östern.
Öns area är 0,3 hektar och dess största längd är 100 meter i sydöst-nordvästlig riktning.